# Thermische impedantie
Thermische impedantie is de complexe grootheid waarmee periodieke veranderingen in temperatuur en warmtestroom beschreven kunnen worden en daarmee een uitbreiding van thermische weerstand. De analogie met elektrische weerstand met elektrische impedantie in verband met de Wet van Ohm ligt voor de hand.
Wanneer aan een voorwerp een hoeveelheid warmte ΔQ wordt toegevoegd, neemt de temperatuur toe met ΔT volgens:
{\displaystyle \Delta Q=C_{p}\cdot \Delta T},
waarin {\displaystyle C_{p}} de warmtecapaciteit van het voorwerp is.
Heerst tussen de uiteinden van een voorwerp een temperatuurverschil ΔT, dan wordt de warmtestroom Φ door het voorwerp beschreven door de Wet van Fourier:
{\displaystyle \Delta T=R\cdot \Phi },
met
{\displaystyle \Phi } de warmtestroom door de plaat in watt (W);
{\displaystyle R} de thermische weerstand van die plaat (niet alleen door geleiding, ook door convectie) in kelvin per watt (K W−1);
{\displaystyle \Delta T} het temperatuurverschil óver die plaat in kelvin (K) of in graden Celsius (°C).
Net als bij elektrische schakelingen vertegenwoordigt het product RC = τ een tijdsconstante, die de tijdschaal voorstelt waarop het voorwerp in staat is de temperatuurschommelingen te volgen.